# プリンストン高校

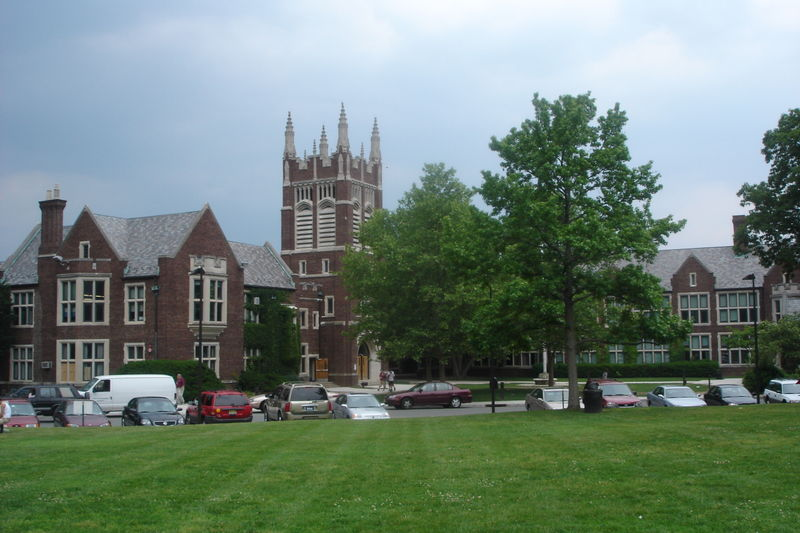
プリンストン高校

プリンストン高校（プリンストンこうこう、Princeton High School (PHS)）は、アメリカ合衆国ニュージャージー州のプリンストンにある、4年制の公立高校である。

## 学生総数
2005年から2006年にかけての学校年度において、プリンストン高校には1,253名の生徒が在籍した。
- 75% - 白人系アメリカ人(en)
- 12% - アジア系アメリカ人(en)
- 7% - アフリカ系アメリカ人
- 6% - ヒスパニック

生徒の3%は、無料もしくは割引料金の昼食を食べられる認可を受けた。

## 著名な卒業生
- Eron Bucciarelli、ホーソーン・ハイツのドラマー。
- シム・ケイン（Sim Cain、1963年生）ロリンズ・バンドのドラマー。
- Michelle Charlesworth（1970年生）、ニューヨークのWABC-TVのニュースアンカー。
- リス・コイロ（Rhys Coiro、1979年生）、俳優。
- ベン・イェレン（Ben Jelen、1979年生）、ミュージシャン。
- ジョン・リスゴー（1945年生）、俳優。[1]
- ジョン・マクフィー（John McPhee、1931年生）、『ザ・ニューヨーカー』スタッフ・ライター、27冊の本の著者、ピューリッツァー賞受賞者。[2]
- ビビ・ニューワース（1958年生）、女優。[3]
- アンディー・ポッツ（Andy Potts）、オリンピック選手。[4]
- 下村努、日系アメリカ人科学者・コンピュータセキュリティ専門家。[5]